# Die Draufgänger (Band)
Die Draufgänger ist eine österreichische Cover-Band im Bereich Partyschlager, Schlager und Volksmusik aus der Südoststeiermark.

## Bandgeschichte
Die Draufgänger wurde bereits 2001 als Jugendband gegründet. Zu Beginn eine reine Coverband verlegte sich die Gruppe auf Parodien. Im Laufe ihrer wechselhaften Geschichte änderte sich das Line-up mehrfach. Zunächst spielten sie vor allem auf Dorffesten in der näheren Umgebung. Bekannt wurden sie 2007 durch einen Auftritt beim Grand Prix der Volksmusik, wo sie das Finale erreichten.
Es folgten Auftritte im Musikantenstadl und beim Wenn die Musi spielt Open Air sowie bei der Castingshow Herz von Österreich.
2014 hatten sie mit Lasst sie’s umma ihren ersten Charthit auf Platz 43 der österreichischen Charts.
Der endgültige Durchbruch gelang ihnen 2016 mit dem Song Die Hektar hat, eine inoffizielle Coverversion von Kerstin Otts Die immer lacht. Das Lied erreichte 1,5 Millionen Aufrufe bei YouTube, bis Kerstin Otts Management ihre Erlaubnis zurückzog und das Lied auf YouTube sperren ließ. Die Band ließ sich jedoch nicht beirren und legte mit Die Hektar hat 2.0, einer offiziellen Version von Nik P.s Gloria nach. Es folgte eine Volksmusikversion von Holz von den 257ers.
2017 veröffentlichten sie das frivole Lied Gina Lisa (spiel mit deinen Glocken). Anschließend wurde am 17. März 2017 die erste Hektarparty veranstaltet, bei der rund 1000 Zuschauer kamen. Es folgten Pocahontas von AnnenMayKantereit sowie Despacito von Luis Fonsi.
Am 14. September 2018 erschien schließlich ihr Album #Hektarparty, das in ihrer Heimat Österreich ein Nummer-eins-Hit wurde. In den deutschen Charts erreichte das Album Platz 46 und in der Schweiz Platz 57. 2019 coverte die Band die Lieder Gina-Lisa von Lorenz Büffel und Gina-Lisa Lohfink sowie Schach Matt von Roland Kaiser, welches am 1. November 2019 bei Universal Music Group als Single erschien.
Am 3. September 2021 gab Katharina Weiß bekannt, dass sie ab dem 25. Oktober 2021 die Band verlässt und den Platz Chiara Prossinger überlässt. Ein Grund ist, dass sie wieder als Erzieherin arbeiten möchte. Seit dem 25. Oktober 2021 ist Chiara Prossinger die Sängerin.
Im Jänner 2022 nahmen sie für die Aktion Stars singen Stars von Radio Niederösterreich mit Francine Jordi eine Coverversion von Z'ruck zu dir (Original von Nickerbocker und Biene) auf.
Am 26. Oktober 2022 geben die Draufgänger bekannt, dass Chiara Prossinger nach nur einem Jahr die Band zum Jahresende verlässt.
Gemeinsam mit der Sängerin Hannah veröffentlichten sie im April 2024 eine Coverversion des Liedes Hallo kleine Maus von Sašo Avsenik.

## Diskografie

### Alben
- 2005: Jung. Frech. Steirisch (Koch)
- 2006: Meiner Heimat bleib ich treu (Koch/Universal)
- 2006: Junge Herzen (Koch)
- 2010: Polkaparty (Hera)
- 2011: 10 Jahre – Mit Herz & Freud a Musikant (Hera)
- 2011: Sterne der Weihnacht (Hera)
- 2015: Jung. frei. wild (Hera)
- 2018: #Hektarparty (Electrola)
- 2020: Grün (Electrola)
- 2023: Mädchen & Märchen

### Singles
- 2007: Nur ein leises Vaterunser
- 2014: Lasst sie’s umma
- 2016: Die Hektar hat 2.0, Original: Die immer lacht von Kerstin Ott
- 2016: Holz, Originalinterpret: 257ers
- 2017: Looking for Freibier, Original: Looking for Freedom von Marc Seaberg
- 2017: Gina-Lisa (spiel mit deinen Glocken)
- 2018: Pocahontas, Original von AnnenMayKantereit
- 2018: Cordula Grün, Original von Josh.
- 2018: Pfusch die Mauer
- 2019: Johnny Deere (mit Lorenz Büffel), Original: Johnny Däpp von Lorenz Büffel
- 2019: Küss die Hand schöne Frau, Original von Erste Allgemeine Verunsicherung
- 2020: Baby, du siehst gut aus
- 2020: Happy Wife – Happy Life
- 2020: Marie
- 2021: Wir tanzen die Welt
- 2021: Mars
- 2022: Landjugend
- 2022: Rapunzel (mit Ikke Hüftgold)
- 2022: Fendt "Layla" (mit Troglauer Buam)
- 2023: Geh Manuela, Original von Solarkreis
- 2024: Hallo kleine Maus, Original von Sašo Avsenik und seinen Oberkrainern, gemeinsam mit Hannah

## Auszeichnungen
- smago! Award
  - 2019: in der Kategorie „Wiesn-Hit des Jahres 2018“ (Cordula Grün)